# Gay for pay

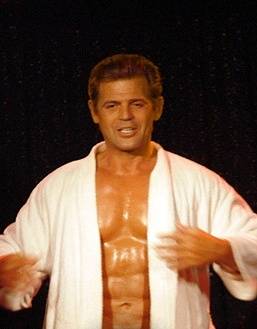
L'acteur pornographique Jeff Stryker est l'un des plus célèbres exemples de spécialistes du gay for pay selon Jeffrey Escoffier, aux côtés de Ryan Idol et Ken Ryker.

Le gay for pay est un type de scénario dans la pornographie gay qui met en scène un hétérosexuel acceptant d'avoir un rapport sexuel avec un autre homme contre de l'argent. Cette représentation d'une forme de sexe transactionnel tire son érotisme, selon les spécialistes, de ce qu'elle brouille l'identité sexuelle en fournissant un alibi monétaire au désir gai. D'autre part, l'imaginaire du gay for pay joue souvent aussi sur le fantasme de la domination économique, en évoquant les rapports de pouvoir inégalitaires réels au sein de la société. De nombreux acteurs pornographiques se spécialisent dans ce rôle.

## Érotisme

### Brouillage des identités
L'érotisme des films gay for pay repose généralement sur une ambigüité de la sexualité de l'acteur. D'un côté, le spectateur peut être excité de voir révélée une homosexualité secrète de l'acteur, mais d'un autre côté, les actes sexuels dépeints peuvent toujours être expliqués par l'argent. Il y a donc une tension entre vérité et théâtralité, qui remet en question la distinction entre hommes gays et hétéro, et permet de constituer un fantasme gay de l'homme hétéro,,.

### Rapports de pouvoir
Une frange du genre du gay for pay met en scène la pauvreté des hommes payés pour créer un érotisme de la domination de classe, souvent liée au tourisme sexuel,. Un producteur connu de ce type de film est Czech hunter.

## Économie
Certains acteurs pornographiques se spécialisent dans le gay for pay, ce qui leur permet de préserver leur image hétérosexuelle auprès de l'audience en ne les montrant pas dans un rôle passif.

## Pour aller plus loin
- Romain Burrel, « Gay for pay : les acteurs hétéros du porno gay », Les Inrockuptibles, 28 septembre 2014.
- (en) Doron Mosenzon, « ‘That feels good!’: straight men’s sexual fluidity in gay porn », Porn Studies,‎ 26 février 2024, p. 1–18 (ISSN 2326-8743 et 2326-8751, DOI 10.1080/23268743.2024.2310514, lire en ligne, consulté le 17 avril 2024)
- (en) Doron Mosenzon, « Disgusting, dumb, depressing: affective encounters with heterosexuality in gay pornography », Porn Studies,‎ 2 novembre 2023, p. 1–13 (ISSN 2326-8743 et 2326-8751, DOI 10.1080/23268743.2023.2265952, lire en ligne, consulté le 17 avril 2024)